# ストジェコフ (小惑星)
ストジェコフ (6801 Střekov) は小惑星帯に位置する小惑星。チェコのクレチ天文台でズデニェク・モラヴェツ (Zdeněk Moravec) が発見した。
チェコのウースチー・ナド・ラベム南部郊外にある要塞または城、Střekovから命名された。